# Megaderma spasma
Megaderma spasma е вид бозайник от семейство Megadermatidae.

## Разпространение
Видът е разпространен в Бангладеш, Бруней, Виетнам, Индия, Индонезия, Камбоджа, Лаос, Малайзия, Мианмар, Сингапур, Тайланд, Филипини и Шри Ланка.